# Erwin Gugelmeier

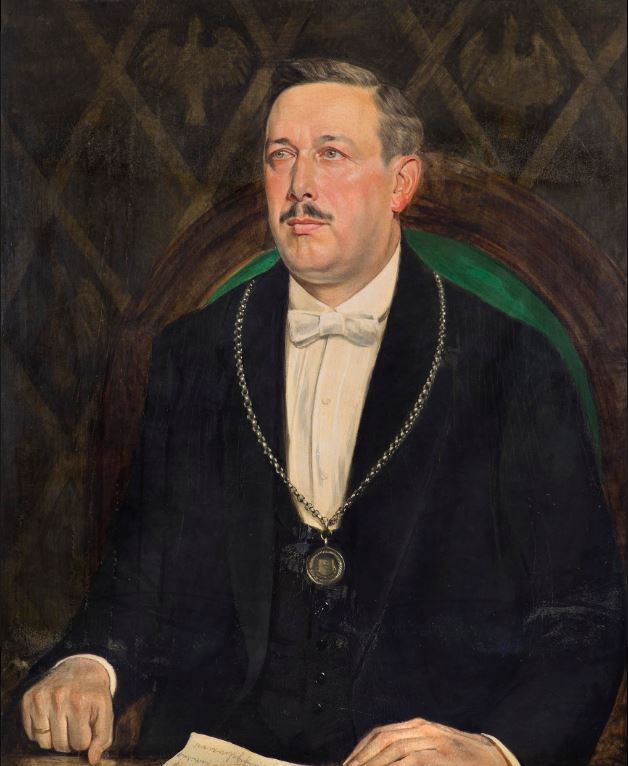
Erwin Gugelmeier

Erwin Gugelmeier (* 15. Januar 1879 in Bühl; † April oder Mai 1945 in Berlin) war ein deutscher Jurist, Abgeordneter im Reichstag des Deutschen Kaiserreichs und von 1906 bis 1927 der erste Oberbürgermeister von Lörrach.

## Leben
Gugelmeier ist als Sohn eines Postmeisters in Bühl geboren worden. Er ging in Chemnitz zur Schule und absolvierte 1901 sein erstes juristisches Staatsexamen und sein Doktorexamen. Seine ersten beruflichen Erfahrungen sammelte er in verschiedenen Amtsgerichten und Notariaten und war für kurze Zeit nach seinem zweiten Staatsexamen 1905 Mitglied im Badischen Justizministerium. 1906 bewarb er sich von Baden-Baden aus, wo er als Stadtrechtsrat tätig war, auf das Bürgermeisteramt in Lörrach. Auf Antrag der SPD in Lörrach wurde erstmals am 11. Juni 1906 die Stelle eines hauptamtlichen Bürgermeisters für die Stadt Lörrach ausgeschrieben. Gleichzeitig war er auch der erste auswärtige Bürgermeister der Stadt. Das Anfangsgehalt wurde auf jährlich 7000 Mark festgesetzt, welches sich nach fünf Jahren auf 8000 Mark erhöhte. Gugelmeier wurde von allen 82 Mitgliedern des damaligen Bürgerausschusses gewählt. Seine Amtszeit wurde vom Ersten Weltkrieg und der anschließenden Inflation überschattet. Gleichzeitig war er in den Jahren 1917/18 Abgeordneter der Nationalliberalen Partei im Deutschen Reichstag. Gugelmeiers Ziele als Bürgermeister waren der Ausbau der städtischen Infrastruktur der noch jungen Industriestadt. Ebenso waren gute nachbarschaftliche Beziehungen zur Stadt Basel ein vordringliches Anliegen von Erwin Gugelmeier und er leitete Verhandlungen zur Weiterführung der Basler Straßenbahn (→ Straßenbahn Lörrach) ein.
Im Mai 1923 wurde Gugelmeier zum Oberbürgermeister ernannt und im September 1923 musste er im Oberbadischen Aufstand zwischen kommunistisch geführten Arbeitermassen und den lokalen Unternehmern vermitteln. Im Oktober 1927 legte er sein Amt als Oberbürgermeister, Kreisvorsitzender und Präsident des Badischen Städtebundes nieder. Am 26. November erhielt er von seinem Nachfolger Heinrich Graser die Ehrenbürgerschaft der Stadt Lörrach verliehen. Nach seiner Amtszeit als Oberbürgermeister wurde er Präsident des badischen Sparkassenverbandes. Im Dezember 1932 wurde er in die Leitung des Deutschen Giroverbandes nach Berlin berufen. Dort bekleidete er das Amt des stellvertretenden Präsidenten und war seit März 1933 im Vorläufigen Reichswirtschaftsrat tätig.
Erwin Gugelmeier ist in den Wirren des Zweiten Weltkrieges mit seiner Familie im April oder Mai 1945 ums Leben gekommen.

## Ehrungen
Neben der 1927 verliehenen Ehrenbürgerschaft der Stadt ist nach Gugelmeier eine Straße westlich des Burghofs benannt.

## Schriften
- Baden und die Schweiz. Lörrach 1924.
- Das schwarze Jahr 1917–1918. Erlebtes aus dem letzten Kriegsjahr, im Reichstag und im Baltenland, in Hauptquartier und Heimat. Freiburg im Breisgau 1926.
- Von 1906 bis 1926 in der deutschen Südwest-Ecke. Beitrag zur Chronik der Stadt Lörrach. Südwestdruck, 1939. Internet Archive
- Die Sparkassen im Ausland. Deutscher Sparkassen- und Giroverband, 1937.